# 애니콜 아몰레드 3D
애니콜 아몰레드 3D(Anycall AMOLED 3D)는 삼성전자가 2010년 5월 3일에 출시한 휴대 전화이다. 위성 DMB 및 지상파 DMB를 모두 수신할 수 있는 듀얼 DMB 수신기를 탑재하였다.